# Ловендегем
Ловендегем (на нидерландски: Lovendegem) е селище в Северна Белгия, окръг Гент на провинция Източна Фландрия. Населението му е около 9400 души (2006).